# Statie (missie)
Een statie is - in de rooms-katholieke missie - de standplaats van een missionaris. Een statie ligt in een missiegebied dat valt onder een apostolisch prefect of een apostolisch vicaris. Deze structuur van staties met een prefectuur of een vicariaat wordt toegepast als een gebied niet kan worden ingedeeld in parochies en bisdommen. Dit kan zijn omdat een gebied te uitgestrekt is, maar ook als er in een land beperkte godsdienstvrijheid is en er formeel geen kerkelijk activiteit mag plaatsvinden.

## Staties in Nederland
Omdat in de Republiek der Zeven Verenigde Nederlanden het rooms-katholicisme formeel niet was toegestaan was Nederland tot het herstel van de bisschoppelijke hiërarchie in 1853 officieel zendingsgebied, de "Hollandse Zending". De rooms-katholieke geloofsgemeenschappen in de Republiek werden daarom beschouwd als missieposten en aangeduid als statie.
Vanaf 1581 was de uitoefening van de rooms-katholieke godsdienst officieel verboden in de Republiek. Er was wel gewetensvrijheid, maar er mochten geen kerkdiensten worden gehouden. Alle kerkelijke goederen (waaronder dus ook de kerkgebouwen) werden onteigend en de bestaande structuur van de Rooms-Katholieke Kerk met parochies en bisdommen werd opgeheven. Geestelijken werd de keuze voorgelegd het land te verlaten of protestants te worden. Indien ze hier niet op in gingen, riskeerden ze vervolging.
Er waren echter mensen die katholiek wilden blijven en in het geheim waren er nog steeds priesters actief, die de sacramenten toedienden. Omdat hun activiteiten formeel verboden waren, leidden zij vooral in de eerste periode van de reformatie in de Republiek veelal een rondreizend bestaan. Slechts in tolerante steden als Gouda en in gebieden met een katholieke ambachtsheer konden zij redelijk rustig hun ambt vervullen. Rond de priesters vormden zich gemeenschappen van mensen die rooms-katholiek bleven, deze namen informeel de functie van de oude parochies over. Vanaf ca. 1600 kregen de rooms-katholieken langzamerhand weer wat meer vrijheid. Zo werd het voor hen meestal mogelijk om schuilkerken in te richten, waar zij bijeen konden komen. Aan deze vrijheid waren voorwaarden verbonden, ze moest doorgaans gekocht worden door het regelmatig betalen van recognitiegelden en was ook in dat geval nooit een zeker recht.
In 1622 kwamen de rooms-katholieken in de Republiek onder leiding van de Congregatio de Propaganda Fide en kreeg de Republiek officieel de status van missiegebied. De geloofsgemeenschappen kregen nu in de organisatie van de kerk de vorm van een statie. Er kwamen meer priesters en bijna elke statie kreeg zijn eigen geestelijke. Deze priesters konden zowel seculier (niet gebonden aan een kloosterorde) als regulier (lid van een kloosterorde met leefregel) zijn, zoals jezuïeten, franciscanen en dominicanen.
In 1648, na de Vrede van Münster, werd de katholieke godsdienst in de Generaliteitslanden formeel verboden. Aanvankelijk wilde men in deze gebieden de protestantse godsdienst invoeren. In deze zuidelijke gewesten had de vanuit de Rooms-Katholieke Kerk georganiseerde contrareformatie reeds haar invloed doen gelden, zodat de religieuze omwenteling hier mislukte. Het duurde echter tot na de inval van de Fransen in 1672 voordat het de katholieken werd toegestaan om schuilkerken in te richten. Deze werden hier doorgaans schuurkerken genoemd.
Hoewel in de Franse tijd vanaf 1795 de rooms-katholieken vrijheid van godsdienst kregen, behield Nederland de status van missiegebied. Met de herinvoering van de bisschoppelijke hiërarchie in 1853 werden de staties vervangen door parochies, maar nog tot 1908 vielen de gelovigen in het land onder het pauselijk bestuursorgaan voor de missiegebieden.

## Staties in Suriname
Buiten de hoofdstad Paramaribo kende de voormalig Nederlandse kolonie Suriname in 1884 de staties Batavia, Burnside, Welgelegen, Mary's Hope, Livorno en Buitenrust, allen gelegen op (voormalige) plantages. Vandaag de dag zijn er nog steeds staties in missiegebieden. Sinds 1958 is Suriname formeel geen missiegebied meer. Het huidige bisdom Paramaribo bestaat uit 30 parochies, maar kent nog altijd meer dan honderd  'staties', d.w.z kerkjes die bediend worden door rondtrekkende priesters.  